# Хав'єр Малагеньйо
Хав'єр Малагеньйо (ісп. Javier Malagueño, нар. 27 жовтня 1982, Коскін) — аргентинський футболіст, що грав на позиції центрального захисника.

## Ігрова кар'єра
У дорослому футболі дебютував 2001 року виступами за команду «Олімпо», в якій провів один сезон, взявши участь у 4 матчах чемпіонату. 
2003 року транзитом через «Расінг» (Авельянеда) приєднався до «Уракана», за який відіграв наступні два сезони кар'єри як один з основних центральних захисників.
Згодом у 2005–2007 роках грав за «Тальєрес», після чого став гравцем грецького «Іракліса», а протягом 2008–2010 років грав у Мексиці за «Індіос».
2010 року уклав контракт з клубом «Малага», де провів наступні два роки, так і не дебютувавши ща головну команду нового клубу в Ла-Лізі. 2012 року повернувся на батьківщину, ставши гравцем «Тігре», після чого грав також за «Атлетіко Тукуман».
Завершував ігрову кар'єру в Мексиці в команді «Альтаміра», за яку виступав протягом 2015 року.